# Institut aéronautique Jean Mermoz
Institut aéronautique Jean Mermoz (IAJM) – organizacja szkolenia lotniczego i usługi w zakresie zaopatrzenia. Profesjonalni piloci linii lotniczych zostali przeszkoleni w IAJM od 1957 roku. Jego nazwa pochodzi od francuskiego lotnika Jeana Mermoza.
Szkoła jest dobrze znana z książek o lotnictwie. Publikowane w języku francuskim, od 2016 r. Książki są również dostępne w języku angielskim dzięki umowie partnerskiej z École nationale de l’aviation civile.
Pierwsze angielskie książki zostały opublikowane na Międzynarodowy Salon Lotniczy w Paryżu 2017, we współpracy z Airbusem.
Szkoła zawarła także umowę z IPSA w dziedzinie lotnictwa i astronautyki na dwustopniowe studia Master of Science lotnictwa / ATPL. Jedna trzecia francuskich pilotów lotniczych została przeszkolona w Institut Mermoz.